# Kenoplumbomikrolith
Kenoplumbomikrolith ist ein seltenes Mineral aus der Mineralklasse der Oxide und Hydroxide. Es kristallisiert im kubischen Kristallsystem mit der Zusammensetzung (Pb,□)2Ta2O6[□,(OH),O] ist also ein Blei-Tantalat, dessen Y-Position zum größten Teil unbesetzt, also durch Vakanzen gekennzeichnet ist.
Kenoplumbomikrolith kommt an seiner Typlokalität in Form von idiomorphen, oktaedrischen Kristallen von bis zu 20 cm Größe vor, die sehr häufig Einschlüsse von Uraninit enthalten und zumeist mit Albit der Varietät Cleavelandit, Mikroklin, Biotit, Kassiterit, Galenit, Hingganit-(Yb) und weiteren Uran-Mineralen vergesellschaftet sind.
Die Typlokalität des Kenoplumbomikroliths ist ein 2,5 km westlich des Berges Vyuntspakhk und ca. 80 km östlich des Dorfes Lowosero liegender Amazonit-Pegmatit am Berg „Ploskaja“ (Koordinaten des Berges Ploskaja) im westlichen „Keivy-Massiv“ auf der Kola-Halbinsel in der Oblast Murmansk, Russland (russisch Гора Плоская, Западные Кейвы, Кейвы, Кольский полуостров, Ловозерский район, Мурманская область, Россия). Dieser Fundpunkt ist bereits Typlokalität für Hingganit-(Yb), Keiviit-(Y), Keiviit-(Yb), Kuliokit-(Y) und Vyuntspakhkit-(Y).

## Etymologie und Geschichte
Erstmals beschrieben Alexandre Safiannikoff und Leopold van Wambeke (1961) einen bleireichen Mikrolith aus einer alluvialen Zinnlagerstätte im Kongo („Mumba Cassiterite Gravels“ bei Mumba in den Masisi-Bergen, Nord-Kivu, Demokratische Republik Kongo) und benannten ihn nach seiner chemischen Zusammensetzung als Plumobomikrolith (im Original französisch Plombomicrolite). Sie hatten allerdings den Namen „Plumobomikrolith“ für diesen Pb-dominanten Vertreter der Mikrolith-Pyrochlor-Familie niemals formal eingeführt; dies tat erst im Jahre 1964 Max Hutchinson Hey aufgrund der mittlerweile etablierten Verwendung in der Literatur. Bei der ersten „Classification and nomenclature of the pyrochlore group“ im Jahre 1977 behielt Donald David Hogarth den Namen „Plumbomikrolith“ bei, um die Zugehörigkeit des Minerals zur Mikrolith-Subgruppe innerhalb der Pyrochlor-Gruppe zu unterstreichen.
Nachdem erstmals im Jahre 1975 das Auftreten eines „Plumbomikroliths“ im Steinbruch No. 1 im gangförmigen Amazonitpegmatit „Ploskaja“ am Südwestabhang der Keivy-Berge auf der Kola-Halbinsel beobachtet wurde, ist das Mineral aus diesem Fundort zu Beginn der 1980er Jahre mehrfach beschrieben worden.
Im Jahre 2010 wurde seitens der IMA eine neue Nomenklatur für die Minerale der neu definierten Pyrochlor-Obergruppe (Pyrochlor-Supergruppe) vorgelegt. Aus dieser ergibt sich, dass das Pb-Ta-□-dominante Glied dieser Obergruppe als Kenoplumbomikrolith zu bezeichnen ist.
Nachdem ein von Victor Stepanov an Roy Kristiansen übergebener Plumbomikrolith bereits von Luca Bindi und Kollegen strukturell untersucht worden war, wurden an einer weiteren Plumbomikrolith-Stufe von diesem Fundpunkt von einem internationalen Wissenschaftlerteam unter Führung von Daniel Atencio die chemischen, physikalischen und optischen Eigenschaften untersucht. Die Stufen erwies sich als identisch mit Kenoplumbomikrolith im Sinne der neuen Nomenklatur der Pyrochlor-Obergruppe. Das neue Mineral wurde der International Mineralogical Association (IMA) vorgelegt, die es im Jahre 2015 unter der vorläufigen Bezeichnung IMA 2015-007a anerkannte. Die wissenschaftliche Erstbeschreibung dieses Minerals erfolgte im Jahre 2018 durch ein internationales Forscherteam mit Daniel Atencio, Marcelo B. Andrade, Luca Bindi, Paola Bonazzi, Matteo Zoppi, Chris J. Stanley und Roy Kristiansen im englischen Wissenschaftsmagazin Mineralogical Magazine. Die Autoren benannten das Mineral in Übereinstimmung mit der Nomenklatur der Pyrochlor-Obergruppe aufgrund seiner chemischen Zusammensetzung mit einer durch Blei dominierten A-Position, durch Ta dominierten B-Position sowie durch Vakanzen (Leerstellen) dominierten Y-Position als Kenoplumbomikrolith (englisch Kenoplumbomikrolithe), wobei das Suffix „Keno“- nach einem Vorschlag von François Permingeat auf das griechische Wort κενος [kenos] für „leer“ zurückgeht.
Das Typmaterial für Kenoplumbomikrolith wird unter der Katalognummer DR980 (Holotyp) in der Sammlung des „Museu de Geociências“ am „Instituto de Geociências“, Universidade de São Paulo in São Paulo, Bundesstaat São Paulo (Bundesstaat), Brasilien, aufbewahrt.
Mikrolith wurde ursprünglich bei  Chesterfield im US-amerikanischen Bundesstaat Massachusetts gefunden und 1835 durch Charles U. Shepard (1804–1886) beschrieben. Shepard benannte das Mineral nach den griechischen Wörtern μικρός [mikros] und λίθος [lithos] für „klein“ und „Stein“ aufgrund seiner winzigen, maximal ¼ Zoll großen Kristalle. Im Verlaufe der Jahrzehnte wurde der Terminus Mikrolith oft unspezifisch und häufig ohne den Hintergrund einer chemischen Analyse verwendet. Das Mineral Mikrolith wurde zwar im Jahre 2010 diskreditiert., Mikrolith ist aber der Namensgeber für die Mikrolith-Untergruppe innerhalb der Pyrochlor-Obergruppe.

## Klassifikation
Die aktuelle Klassifikation der International Mineralogical Association (IMA) zählt den Kenoplumbomikrolith zur Pyrochlor-Obergruppe mit der allgemeinen Formel A2–mB2X6–wY1–n, in der A, B, X und Y unterschiedliche Positionen in der Struktur der Minerale der Pyrochlor-Obergruppe mit A = Na, Ca, Sr, Pb2+, Sn2+, Sb3+, Y, U, □, oder H2O; B = Ta5+, Nb5+, Ti4+, Sb5+, W6+, Al3+ oder Mg2+; X = O, OH oder F und Y = OH−, F, O, □, H2O oder sehr große (>> 1,0 Å) einwertige Kationen wie K, Cs oder Rb repräsentieren. Zur Pyrochlor-Obergruppe gehören neben Kenoplumbomikrolith noch Fluorcalciomikrolith, Fluornatromikrolith, Hydrokenomikrolith, Hydroxycalciomikrolith, Hydroxykenomikrolith, Oxynatromikrolith, Oxystannomikrolith, Oxystibiomikrolith, Cesiokenopyrochlor, Fluorcalciopyrochlor, Fluornatropyrochlor, Hydrokenopyrochlor, Hydropyrochlor, Hydroxycalciopyrochlor, Hydroxykenopyrochlor, Hydroxymanganopyrochlor, Hydroxynatropyrochlor, Oxycalciopyrochlor, Fluorcalcioroméit, Hydroxycalcioroméit, Hydroxyferroroméit, Oxycalcioroméit, Oxyplumboroméit, Hydrokenoelsmoreit, Hydroxykenoelsmoreit, Fluornatrocoulsellit und Hydrokenoralstonit.
Kenoplumbomikrolith bildet zusammen mit Fluorcalciomikrolith, Fluornatromikrolith, Hydrokenomikrolith, Hydroxycalciomikrolith, Hydroxykenomikrolith, Oxynatromikrolith, Oxystannomikrolith und Oxystibiomikrolith innerhalb der Pyrochlor-Obergruppe die Mikrolithgruppe.
Die mittlerweile veraltete, aber teilweise noch gebräuchliche 8. Auflage der Mineralsystematik nach Strunz führt den Oxyplumboroméit noch nicht auf, ordnet den Plumbomikrolith aber in die Mineralklasse der „Oxide und Hydroxide“ und dort zur allgemeinen Abteilung der „Oxide mit Verhältnis Metall : Sauerstoff = 2 : 3 (M2O3 und verwandte Verbindungen)“, wo er zusammen mit Bariomikrolith (diskreditiert 2010), möglicherweise Hydrokenomikrolith, Bismutomikrolith (diskreditiert 2010), Fluornatromikrolith, Mikrolith, Natrobistantit, Stannomikrolith (2010 zu Oxystannomikrolith redefiniert), Stibiomikrolith (2010 zu Oxystibiomikrolith redefiniert) und Uranmikrolith die „Pyrochlor-Gruppe, Mikrolith-Untergruppe“ mit der System-Nr. IV/C.18 bildete.
Die seit 2001 gültige und von der International Mineralogical Association (IMA) verwendete 9. Auflage der Strunz’schen Mineralsystematik ordnet den Kenoplumbomikrolith dagegen in die Abteilung der „Oxide mit dem Stoffmengenverhältnis Metall : Sauerstoff = 1 : 2 und vergleichbare“ ein. Diese Abteilung ist allerdings weiter unterteilt nach der relativen Größe der beteiligten Kationen und der Kristallstruktur, so dass das Mineral entsprechend seiner Zusammensetzung und seinem Aufbau in der Unterabteilung „Mit großen (± mittelgroßen) Kationen; Lagen kantenverknüpfter Oktaeder“ zu finden ist, wo es zusammen mit allen Vertretern der Pyrochlor-, Mikrolith-, Betafit-, Roméit- und Elsmoreitgruppen die Pyrochlor-Übergruppe mit der System-Nr. 4.DH.15 bildet. Kenoplumbomikrolith ist dabei zusammen mit Fluorcalciomikrolith, Fluornatromikrolith, Hydrokenomikrolith, Hydromikrolith, Hydroxykenomikrolith (ehemals Cesstibtantit), Oxycalciomikrolith, Oxystannomikrolith (ehemals Stannomikrolith) und Oxystibiomikrolith (ehemals Stibiomikrolith) in der Mikrolithgruppe zu finden.
Die vorwiegend im englischen Sprachraum gebräuchliche Systematik der Minerale nach Dana ordnet den Plumbomikrolith in die Klasse der „Oxide und Hydroxide“, dort allerdings in die Abteilung der „Mehrfachen Oxide mit Nb, Ta und Ti“ ein. Hier ist er zusammen mit Mikrolith, Bariomikrolith, Fluornatromikrolith, Uranmikrolith, Bismutomikrolith, Stannomikrolith und Stibiomikrolith in der „Mikrolith-Untergruppe; Ta>Nb;(Ta+Nb)>2(Ti)“ mit der System-Nr. 08.02.02 innerhalb der Unterabteilung der „Mehrfache Oxiden mit Nb, Ta und Ti mit der Formel A2(B2O6)(O,OH,F)“ zu finden.

## Chemismus
Vier Mikrosondenanalysen an einem Kenoplumbomikrolith-Korn von der Typlokalität lieferten Mittelwerte von 0,37 % Na2O; 2,51 % CaO; 45,39 % PbO; 1,24 % UO2; 28,58 % Ta2O5; 12,90 % Nb2O5; 0,84 % TiO2; 2,19 % SiO2; 1,28 % Fe2O3; 0,07 % Al2O3 und 0,35 % H2O (berechnet); Summe = 99,19 %. Auf der Basis von zwei Kationen auf der B-Position pro Formeleinheit wurde daraus die empirische Formel (Pb1,30□0,30Ca0,29Na0,08U0,03)Σ=2,00(Ta0,82Nb0,62Si0,23Sn4+0,15Ti0,07Fe3+0,10Al0,01)Σ=2,00O6[□0,52(OH)0,25O0,23]Σ=1,00 berechnet, die zu (Pb,□)2Ta2O6[□,(OH),O] vereinfacht wurde. Erhöhte Uran-Gehhalte gehen auf die bereits von Anatoly Voloshin und Kollegen (1981) beobachteten Einschlüsse von bis zu 10 µm großen idiomorphen Uraninit-Kristallen zurück.
Kenoplumbomikrolith ist das einzige Mineral mit der Elementkombination Pb – Ta – O – H. Chemisch ähnlich sind Cesplumtantit, (Cs,Na)2(Pb,Sb3+)3Ta8O24; Rankamait, (Na,K)3(Ta,Nb,Al)11(O,OH)31; Zimbabweit, (Na,K)2PbAs4(Ta,Nb,Ti)4O18 sowie der als Mineral noch nicht beschriebene Hydroxyplumbopyrochlor, (Pb,Ca)2-x(Nb,Ti,Ta)2O6(OH).
Innerhalb der Pyrochlor-Obergruppe sind theoretisch durch die vier verschiedenen zu besetzenden Positionen eine Vielzahl von Substitutionsmöglichkeiten vorhanden. Kenoplumbomikrolith besitzt aber keine Analoga innerhalb der Mikrolithgruppe; es sind auch keine Untergruppen-übergreifenden Analoga bekannt. Plumbomikrolith ist nicht prinzipiell identisch mit Kenoplumbomikrolith. Bei früher als Plumbomikrolith beschriebenen Mineralen handelt es sich um Zero-valent-dominanten Mikrolith.

## Kristallstruktur

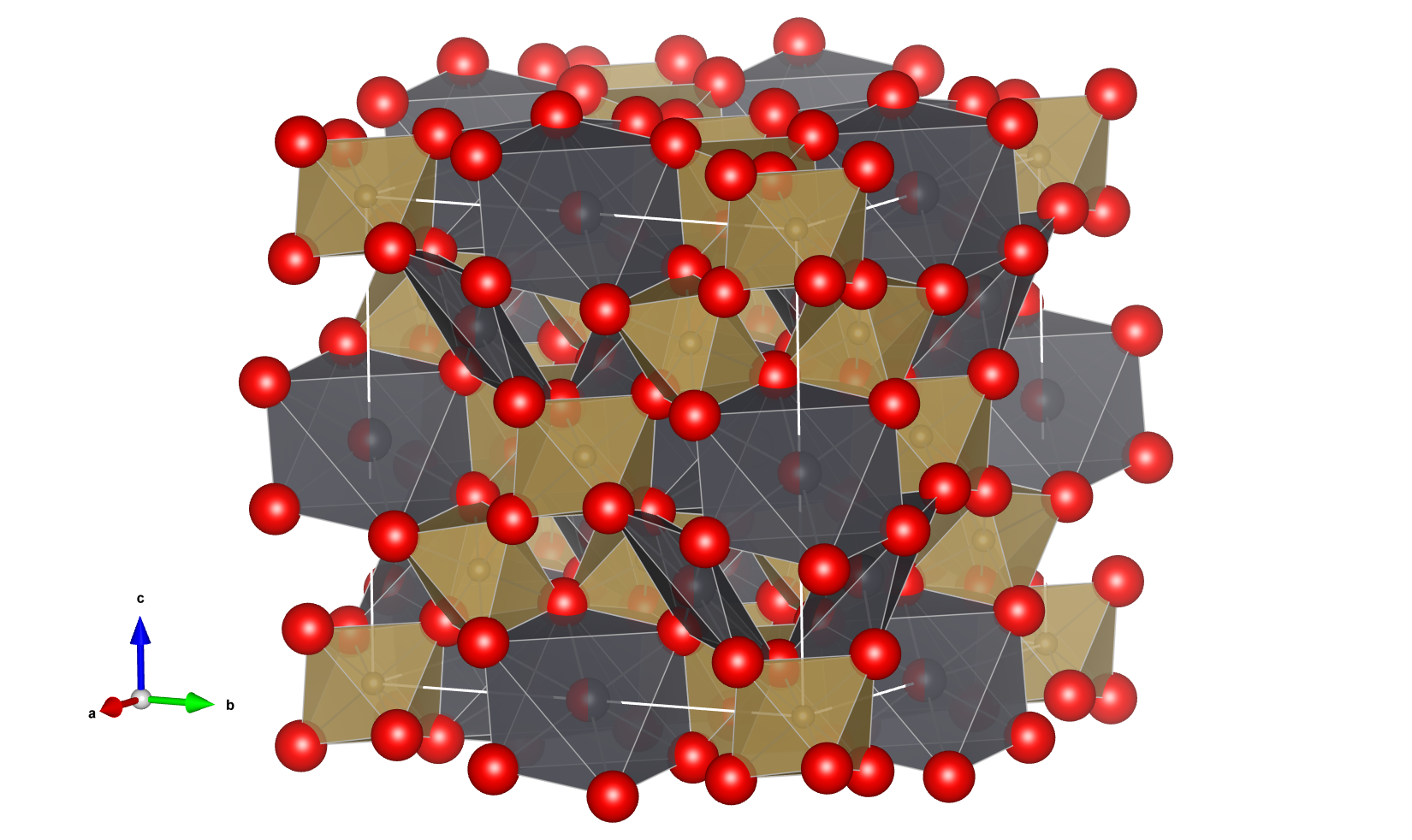
Kristallstruktur von Kenoplumbomikrolith als Kationen-zentrierte polyedrische Darstellung

Kenoplumbomikrolith kristallisiert im kubischen Kristallsystem in der Raumgruppe Fd3m (Raumgruppen-Nr. 227) mit dem Gitterparameter a = 10,575 Å sowie acht Formeleinheiten pro Elementarzelle.
In der Kristallstruktur des Kenoplumbomikroliths sind bei Annahme einer „normalen“ Pyrochlor-Struktur das A-Kation auf der 16d-Position, das B-Kation auf der 16c-Position, X auf der 48f- und Y auf der 8b-Position lokalisiert. Pb2+ ist auf der A-Position vollständig geordnet. Da die Y-Position nur teilweise besetzt ist, kann das Pb2+-Ion lokal sechs-, sieben- oder achtfach koordiniert sein. Wenn zwei benachbarte Y-Positionen leer (vakant) sind, bilden sechs X-Atome um die A-Position ein trigonal verzerrtes Oktaeder. Dagegen bildet sich ein trigonales Skalenoeder, wenn zwei Y-Positionen um die A-Positionen besetzt sind. Wenn nur eine der benachbarten Y-Positionen besetzt ist, nimmt das A-Kation eine asymmetrische siebenfache pyramidale Koordination ein. Aufgrund des stereoaktiven freien Elektronenpaars des Pb2+ wird die letztgenannte Koordination stark bevorzugt.
Kenoplumbomikrolith ist isotyp (isostrukturell) zu allen anderen in der Raumgruppe Fd3m (Raumgruppen-Nr. 227) kristallisierenden Vertretern der Pyrochlor-Obergruppe.

## Eigenschaften

### Morphologie
Plumbomikrolith wurde erstmals 1975 im Steinbruch No. 1 des Amazonitpegmatits „Ploskaja“ in Form von unregelmäßig geformten einkristallinen Massen von bis zu 15 × 15 × 12 cm Größe bekannt, die im Pegmatit am Kontakt zwischen Biotit und Mikroklin auftreten und nur schlecht entwickelte Kristallflächen aufweisen. Am Kontakt zum Biotit sind die Flächen des Oktaeders {111} und des Hexaeders {100} ausgebildet. Im Jahre 1976 wurden weitere Plumbomikrolithe aus dem Steinbruch No. 5 desselben Pegmatitgangs beschrieben. Sie bilden oktaedrische Kristalle bis zu 3 cm Größe auf der Albit-Varietät Cleavelandit. Es sind oktaedrische und kuboktaedrische Kenoplumbomikrolith-Kristalle bis zu 20 cm Größe bekannt.
In den Kenoplumbomikrolith-Kristallen treten radiale, von Uraninit-Kristallen ausgehende Risse auf, die als Resultat von durch Radioaktivität verursachte Mikrorissbildung interpretiert werden. Uraninit unterliegt einer intensiven Eigenbestrahlung, die zur Amorphisierung (Metamiktisierung) führen kann, wobei sich das Volumen des Minerals vergrößert, was die Bildung der Risse im umhüllenden Mineral verursacht.

### Physikalische und chemische Eigenschaften
Die Kristalle des Kenoplumbomikroliths sind gelblichbraun, während Plumbomikrolith gelb bis orange, grün bis gelblichgrün oder dunkelbraun bis schwarz gefärbt ist. Die Strichfarbe des Kenoplumbomikroliths wird mit weiß angegeben. Die Oberflächen des durchscheinenden Kenoplumbomikroliths zeigen einen fettartigen Glanz. Der starke Glanz stimmt sehr gut mit dem hohen Wert für die Lichtbrechung (n = 1,95 bis 2,02) überein. Kenoplumbomikrolith zeigt bei der Betrachtung im auffallenden Licht keine Innenreflexe und ist optisch vollständig isotrop.
Kenoplumbomikrolith besitzt keine Spaltbarkeit, bricht aber aufgrund seiner Sprödigkeit ähnlich wie Amblygonit, wobei die Bruchflächen uneben ausgebildet sind. Mit einer Mohshärte von ≈ 6 gehört das Mineral zu den mittelharten Mineralen und lässt sich wie das Referenzmineral Orthoklas (Härte 6) erst mit einer Stahlfeile ritzen. Die Vickershärte für Plumbomikrolith wurde mit VHN40 = 610–670 kg/mm² bestimmt. Die gemessene Dichte für Kenoplumbomikrolith beträgt 7,523 g/cm³; die berechnete Dichte 7,122 g/cm³. Die Unterschiede zwischen berechneter und gemessener Dichte gehen einerseits auf wechselnde Gehalte an Ta bzw. Nb und andererseits auf Uraninit-Einschlüsse zurück.
Kenoplumbomikrolith zeigt weder im langwelligen noch im kurzwelligen UV-Licht eine Fluoreszenz.

## Bildung und Fundorte
Die Typlokalität für Kenoplumbomikrolith ist ein 2,5 km westlich des Berges Vyuntspakhk und ca. 80 km östlich des Dorfes Lowosero liegender Amazonit-Pegmatit am Berg „Ploskaja“ im westlichen „Keivy-Massiv“ auf der Halbinsel Kola in der Oblast Murmansk, Russland. Zu den 1955 entdeckten und seit 1956 untersuchten gangförmigen Pegmatiten gehört auch der 220 m lange und 8 bis 25 m mächtige Pegmatitgang No. 19, auch Ploskogorskoe genannt, der aus Quarz-, Quarz-Amazonit-Albit- sowie Amazonit-Zonen besteht und heute als weltgrößte Amazonit-Lagerstätte gilt. Die Mächtigkeit der Zonen mit blockigem Amazonit reicht bis zu 8 m. Der Quarzkern im Zentrum des Pegmatits enthält bis 40 cm Durchmesser aufweisende Drusen mit Galenit und grobkörnigen Biotit-Schuppen sowie Cleavelandit.
Als Begleitminerale des Kenoplumbomikroliths werden Mikroklin (Var. Amazonit), Albit (Var. Cleavelandit), Quarz, Biotit, Zinnwaldit, Anglesit, Bastnäsit-(Ce), Bismit, Bismut, Bismuthinit, Bismutit, Caysichit-(Y), Churchit-(Y), Columbit-(Mn), Emplektit, Fergusonit-(Y), Fluorit, Gadolinit-(Y), Gahnit, Galenit, Hingganit-(Y), Hingganit-(Yb), Kainosit-(Y), Kamphaugit-(Y), Kassiterit, Kasolit, Keiviit-(Y), Keiviit-(Yb), Kuliokit-(Y), Lanarkit, Leadhillit, Löllingit, weitere Vertreter der Pyrochlor-Obergruppe, Monazit-(Ce), Pyromorphit, Scotlandit, Sillénit, Sphalerit, Tengerit-(Y), Thalénit-(Y), Thorit, Uraninit, Vyuntspakhkit-(Y), Wulfenit, Xenotim-(Y), Xenotim-(Yb) und Zavaritskit genannt.
Als sehr seltene Mineralbildung konnte der Kenoplumbomikrolith bisher (Stand 2018) lediglich von seiner Typlokalität beschrieben werden.
Plumbomikrolith ist weltweit von ca. 15 Fundorten bekannt. Neben dem Berg „Ploskaja“ zählen dazu:
- der Pegmatit „Córrego do Urucum“ bei Galiléia im Flusstal des Rio Doce, Minas Gerais, Brasilien
- der Beryll-Columbit-Granitpegmatit an der „Dämmbaude“ in der Gemeinde Branná (Kolštejn) sowie der Beryll und Nb-Ta-Minerale führende Granitpegmatit „Střelecký důl“ (Scheibengraben) bei Maršíkov (Marchendorf), beide unweit Šumperk (Mährisch Schönberg), Altvatergebirge, Olomoucký kraj (Olmützer Region), Tschechien
- Maniema, Punia, Kivu, Demokratische Republik Kongo
- die „Mumba Cassiterite Gravels“ bei Mumba in den Masisi-Bergen, Nord-Kivu, Demokratische Republik Kongo
- der eine Uranmineralisation führende Beryll-Columbit-Pegmatit „Kobokobo“ im ehemaligen Lusungu-River-District, Bezirk Mwenga, Sud-Kivu, Demokratische Republik Kongo
- das W-Sn-Be-Vorkommen in der Intrusion von Kymi im Wyborg-Batholith, Gemeinde Kouvola, ehemalige Provinz Südfinnland, Finnland
- die „Miniera Seula“ (ex Cava Montecatini) am Monte Camoscio unweit Oltrefiume bei Baveno, Provinz Verbano-Cusio-Ossola, Piemont, Italien
- der durch die Grube „Naipa“ abgebaute Li-Cs-Ta-Granitpegmatit gleichen Namens im „Alto-Ligonha-Distrikt“ sensu lato in der Provinz Zambezia, Mosambik
- der 4,3 km nordwestlich von Tørdal zwischen Høydalen und Skarsfjell liegende Cleavelandit-Amazonit-Pegmatit „Heftetjern“ im Drangedal, Telemark, Norwegen
- der Turmalinpegmatit der Grube Lipovka (Lipovskoe) im Pegmatitfeld Lipovka, Distrikt Reschewski, Oblast Swerdlowsk, mittlerer Ural, Föderationskreis Ural, Russland
- Granitpegmatitgänge im Tal Sopotnická bei Brusno, Okres Banská Bystrica, Banskobystrický kraj, Slowakei
- die „Utö gruvor“ (Gruben von Utö) auf der Insel Utö, Gemeinde Haninge, Provinz Stockholms län (historische Provinz Södermanland), Schweden
- der Smaragd-Bergbaubezirk von „Kafubu“ bei Ndola im gleichnamigen Distrikt, Provinz Copperbelt, Sambia

Fundstellen für Kenoplumbomikrolith in Deutschland, Österreich und in der Schweiz sind damit unbekannt.

## Verwendung
Kenoplumbomikrolith ist aufgrund seiner Seltenheit ohne jede praktische Bedeutung und nur für Mineralsammler interessant.